# Bagrationi (esposa de João IV de Trebizonda)
Bagrationi é como é conhecida a esposa de nome desconhecido de João IV de Trebizonda e sua imperatriz-consorte, uma referência à sua família, que governava a Geórgia.

## Família
Bagrationi era filha do rei Alexandre I da Geórgia com sua primeira esposa, Dulandukht, a filha de Beshken II Orbeliani, da dinastia Orbeliana. Dulandukht já havia morrido (ou sido repudiada) antes de 1415, pois Alexandre casou-se novamente, desta vez com a herdeira de Imerícia (Imereti) e filha de Alexandre I da Imerícia.

## Imperatriz
Por volta de 1426, Bagrationi casou-se com João IV de Trebizonda, filho do imperador Aleixo IV de Trebizonda com Teodora Cantacuzena, que estava refugiado na corte georgiana. Segundo uma interpolação posterior na narrativa de Laônico Calcondilas, João teria acusado a mãe de ter um caso amoroso com um protovestiário de nome desconhecido da corte trebizondina e teria não só ordenado a sua morte como prendido seus pais. Os nobres da cidade intervieram e os libertaram.
Sem conseguir apoio suficiente do sogro, João deixou a Geórgia e foi para Teodósia, onde conseguiu contratar uma grande galé e sua tripulação. Em 1429, seguiu para Trebizonda com a intenção de tomar a cidade e Aleixo se preparou para enfrentar o filho no campo de batalha. Porém, João subornou os funcionários do pai, que o mataram enquanto dormia. Os próprios assassinos foram depois assassinados para eliminar as provas de sua ligação com o crime e João sucedeu ao pai, presumivelmente com Bagrationi como imperatriz.
Sua filha Teodora Comnena foi prometida a Uzune Haçane, dos Cordeiros Brancos, em 1457, com quem ela se casou no ano seguinte. De acordo com Anthony Bryer, este é "o mais celebrado casamento trebizondino-muçulmano". Os termos do casamento incluíram um dote de propriedades nas vilas de Halanik e Sesera, uma promessa de que Uzun Hassan daria algum tipo de ajuda para proteger Trebizonda, a permissão para que Teodora continuasse a ser cristã com seu próprio capelão e que atuaria como protetora dos cristãos nos domínios do marido, além do "considerável (e, provavelmente, raro) direito de influenciar as relações exteriores dos Cordeiros Brancos".

## Morte
De acordo com a "Europäische Stammtafeln: Stammtafeln zur Geschichte der Europäischen Staaten" (1978), de Detlev Schwennicke, baseado nas memórias de Pero Tafur, que visitou Trebizonda em 1438, Bagrationi já estava morta na ocasião e João IV teria se casado novamente com uma senhora turca de nome desconhecido que, segundo a obra, seria uma filha de Dawlat Berdi.
O túmulo de Teodora em Diyarbekir foi mostrado a um visitante italiano em 1507.

## Filhas
Suas duas filhas seguiram para Damasco, onde Caterino Zeno as encontrou em 1512.
O relato de Caterino, de 1474, lista ainda outra filha, Eudóxia-Valenza de Trebizonda, que supostamente seria a esposa de Niccolò Crispo, senhor de Syros. Porém, conta-se que ela teve uma filha que se casou em 1429, o que inviabiliza a identificação do ponto de vista cronológico, pois João IV e Bagrationi dificilmente teriam sido avôs de uma mulher casada apenas três anos de seu casamento. Atualmente considera-se que Valenza teria sido uma irmã de João IV e não uma filha. Seja como for, Niccolò Crispo teve onze filhos e, de acordo com sua correspondência, era genro também de Jacopo de Lesbos e não se sabe quais filhos são de que esposa. Entre eles estavam Francisco II Crispo, duque do Arquipélago, e Fiorenza Crispo, mãe de Catarina Cornaro.